# Amt Berkenthin
L’amt Berkenthin est un amt, c'est-à-dire une forme d'intercommunalité du Schleswig-Holstein, dans l'arrondissement du duché de Lauenbourg, dans le Nord de l'Allemagne. Il regroupe 11 municipalités et 8 448 habitants (2018).

## Source de la traduction
- (de) Cet article est partiellement ou en totalité issu de l’article de Wikipédia en allemand intitulé « Amt Berkenthin » (voir la liste des auteurs).